# Омега Возничего
Омега Возничего (лат. ω Aurigae), 4 Возничего (лат. 4 Aurigae), HD 31647 — двойная звезда в созвездии Возничего на расстоянии (вычисленном из значения параллакса) приблизительно 170 световых лет (около 52 парсеков) от Солнца. Видимая звёздная величина звезды — +4,95m. Возраст звезды оценивается как около 317 млн лет.

## Характеристики
Первый компонент — белая звезда спектрального класса A0V или A1V. Масса — около 2,29 солнечных, радиус — около 2 солнечных, светимость — около 27 солнечных. Эффективная температура — около 9661 К.
Второй компонент — жёлто-белая звезда спектрального класса F9. Радиус — около 1,04 солнечного, светимость — около 1,504 солнечной. Эффективная температура — около 6266 К. Удалён на 5,4 угловых секунды.